# ドージンワーク
『ドージンワーク』は、ヒロユキによる日本の漫画作品。『まんがタイムきららキャラット』（芳文社）にて、2004年12月号から連載を開始。『まんがタイムきらら』で数度のゲスト掲載を経て2006年4月号から、『まんがタイムきららフォワード』創刊号からストーリー形式と一時は3誌並行で連載されていた。『キャラット』での連載は2007年12月号にて終了。また2008年3月号には『きらら』でも終了となった。なお『きらら』では2008年5月号から10月号まで本編の数年後を舞台にした番外編がストーリー漫画形式で連載され、それの連載終了をもって完結となった。2008年3月時点で累計発行部数は100万部を突破している。同氏にとって初めて単行本化された作品でもある。
2007年7月から同年9月にはアニメが放送された。

## あらすじ
ある日長菜なじみは、友人でクラスメイトの露理に誘われて同人誌即売会の売り子に行くことになる。そこで幼馴染のジャスティスと出会い、露理とジャスティスの二人が膨大な部数を売り上げていることを知り、自分も同人活動を始めることを決意した。

## 登場人物
声優はアニメ版のもの。
長菜 なじみ（おさな なじみ）
声 - 浅野真澄
本作の主人公。露理とジャスティスに影響されて同人活動を始める少女。サークル名は「ビューティーラブハウス」、ペンネームは「ビューティーラヴ」。
金にがめつく、露理やジャスティスが大量の同人誌を売っていながら利益を求めていないことに憤慨し、自分はそれで一生分の生活費を稼ごうとする。しかし、書き始めたもののお世辞にも絵はうまいとは言えず、売り上げは一桁部数どまり。露理いわく、マゾ。少女趣味があり可愛い服を着たいが恥ずかしがり手を出さなかったが、メイド喫茶でのバイトを始めることによりその願望を満足させた。ある即売会で隣となった二道かねるとライバルとなる。
露理（つゆり）
声 - 斎藤桃子
なじみのクラスメイトで、彼女が同人誌を描き始めるきっかけを作った少女。常にベレー帽をかぶり、サイハイソックスを身につけている。サークル名は「パンツ革命」、ペンネームは「ブルマ子」。
陵辱系の同人誌を描いており、描き始めた理由は気持ちいいから。快楽主義者で、ことが面白い方向へ進むような行動を好んでとる。周りの人間、主になじみを弄んで楽しむ。しかしなじみが可愛い服を着ようとするとひどい拒否反応をしめす。一見サドのように見えるが、本人いわくマゾでもあるらしい。基本的に何事も下ネタに絡める癖がある。生えてない。
ジャスティス
声 - 安元洋貴
なじみの幼馴染の青年。同じ学校に通っているがクラスは違う。身長はかなり高く、私生活でも学校でも学校の制服ではなく常にスーツを着ている。サークル名、ペンネームともに「ジャスティス」。さらに本名もジャスティスであるといい、クラスメイトや教師、なじみの母からも実際にジャスティスと呼ばれている。存在そのものがジャスティスであり、配偶者もジャスティスになると主張する。
一回の即売会で3万部を完売する超人気同人作家だが、利益を求めていないため原価ぎりぎりで販売している。また同人ショップ「しりのあな」に同人誌を卸したり、クラスメイトにも新刊を配って感想を求めたりもしている。初めのうちは変態とも取れる行動をしていたが、途中からは落ち着いたキャラとなった。なじみとはなじみの母公認の仲で、毎朝ベッドまで起こしに行っているほど。星純一郎のなじみに対するストーカーまがいの行動を快く思っておらず、勘違いによるものを含め、妨害したり更生を勧めたりしている。
北野 ソーラ（きたの ソーラ）
声 - こやまきみこ
ジャスティスの手に座っていることが多い小さな女の子。サークル名は「North sky」、ペンネームは不明。「ソーラのお部屋」というサイトを持っている。
初参加の同人誌即売会で偶然ジャスティスと出会い、好きになる。ジャスティスのファーストキスを奪うなど積極的なアプローチをし、更に休日デートに出かけたりと関係は良好。しかし、なじみや露理のこともジャスティスとの恋のライバルだと考えている。コスプレに興味があり、ジャスティスが作ったメイド服を着たことがある。作中では年齢を明らかにしていないが、作者によれば11歳くらいらしい。歳相応に夢見がちな面もあるが、経済感覚や周囲の人間への配慮などは意外にしっかりしている。実はメインキャラの中では一番の常識人。
二道 かねる（にどう かねる）
声 - 阪田伊都
会社で働きつつ同人誌を描いている女性。サークル名、ペンネームともに不明。
絵のうまさはなじみと同レベルで、なじみ同様同人誌の売れなさを嘆いている。毎回、売り上げ部数をなじみと競うもいつも勝てずにいる。露理の影響で女性向けのエロ本（BL）を書くようになり、本人も段々そっちの方向に目覚めつつある。ジャスティスの大ファンで、サインをもらったときには周りの目を気にせずはしゃいでいた。よくいえば純粋だが、思い込みが激しく子供っぽい。どこか間が抜けており、社会人の大人ではあるが大人気ない側面も見られる。なじみと同じく、ソーラに多額の借金をしている。作中でソーラの母と同じ会社に勤めているかのような描写があった。
星 純一郎（ほし じゅんいちろう）
声 - 波多野和俊
なじみが初めて参加した即売会で同人誌を買った唯一の人物。元々は大学生であったが、中退して同人ショップ「しりのあな」のバイトになった。
なじみのことが好きで、ストーカーまがいの行動を起こすこともある。なじみを目当てにして彼女のバイト先であるメイド喫茶の常連になったが、なじみにはメイド好きと勘違いされている。なじみがサイトを作成したときにも、信じられない早さで掲示板に書き込んだ。しかしその一途な想いはなじみには全く届いておらず、露理に弱みを握られて弄ばれたり、ジャスティスの怒りをかったりしている。なじみ、かねると同様にソーラに借金をしているが、返済したかどうかが3人の中で唯一不明である。高校時代は漫画研究会に所属しており、初めて作った同人誌で100部以上売り上げた。
星 龍一郎（ほし りゅういちろう）
声 - 岸尾だいすけ
星純一郎の兄。美形で長髪、ネクタイファッションな所などから出版社に勤務しているにも関わらず、純一郎からはずっとホストをやっているのだと思われていた。
女性に免疫がなく、女性と会話をするだけで異様に緊張し、手を握られるだけで相手は自分に気があるのではないかと勘違いする。

### 番外編の登場人物
番外編の登場人物たちも本編と同じく正確な年齢は不明なのだが、作中で中学生との発言がある。
清水 しず
番外編の主人公。ソーラとなおの同級生で友人。サークル名は「パンツ革命Jr」、ペンネームは「ザ・サイレント」。
露理に弱味を握られたせいで、約3年にわたりエッチマンガの描き方を叩き込まれることになる。中学生でありながらエロ同人作家としてデビューし、わずか数ヶ月後には2000部の売り上げを誇る大手サークルとなった。露理が絶賛するほど陵辱マンガの才能があるが、本人は陵辱同人作家であることを恥ずかしく思っており、当初は同人活動をしていることをひた隠しにしていた。ただし、その隠し方があまりに不自然なため周囲からは奇行癖があるように見られることもしばしば。同人活動がバレた後はソーラからも絵が上手だと尊敬されている。しかし褒め言葉に弱く調子に乗りやすい性格のため、カミングアウト後はズルズルとエロ同人作家として深みにはまっていくことになる。発育が良く、Eカップの巨乳の持ち主である。
七尾 なお
しずとソーラの同級生で友人。勘の鋭い常識人で、しずが陵辱同人を描いていることをソーラよりも早く気付く。胸が小さいことをひどく気にしており、他人が胸の大きさを強調したり胸の話題を出されたりすると不機嫌になる。同人活動は行っておらず同人界にも不信感を抱いている。しかしなんだかんだいって楽しげにしているしずの姿を見て、最終話では同人活動に多少の興味を持った様子を見せている。
北野 ソーラ
本編のソーラと同一人物。番外編は本編の数年後であるようで、身長体型ともに成長が見られる。しずとなおとは同級生同士。同人活動は現在でも継続中。

## 書誌情報

### 単行本
- ヒロユキ 『ドージンワーク』 芳文社〈まんがタイムKRコミックス〉、全6巻[4]
  1. 2006年1月10日第1刷発行（2005年12月26日発売）、ISBN 4-8322-7556-9
  2. 2006年8月11日第1刷発行（7月27日発売）、ISBN 4-8322-7585-2
    - 「限定版」、ISBN 4-8322-7584-4

  3. 2007年4月11日第1刷発行（3月27日発売）、ISBN 978-4-8322-7619-2
  4. 2007年8月11日第1刷発行（7月27日発売）、ISBN 978-4-8322-7640-6
    - 「限定版」、ISBN 978-4-8322-7639-0

  5. 2008年3月27日発売、ISBN 978-4-8322-7686-4
  6. 2008年10月27日発売、ISBN 978-4-8322-7741-0

### アンソロジーブック
- 『ドージンワーク アンソロジーコミック』2007年8月27日発行、ISBN 978-4-8322-7649-9

### 小説
- ヒロユキ（原作・イラスト） / 坂東真紅郎（著） 『ドージンワークノベル 彼の愛情、彼女の欲望。』2007年8月27日発行、ISBN 978-4-8322-0256-6

## テレビアニメ
2007年7月から9月にかけて、チバテレビ他UHF系およびAT-Xにて放送された。『まんがタイムきらら』連載作品のアニメ化は本作が初となる（キャラット等の系列紙を含めると『ひだまりスケッチ』が先）。全12話。番組自体は前半にアニメパート、後半に実写パートという構成。
なじみ・ジャスティス・露理は、原作では「高校のような感じの『学校』に通う18歳以上の『学生』」と設定され、学校にも制服で通学しているが、アニメでは大学生という設定に変更されており、私服である。また、コミックとらのあなが製作委員会に加わっていた関係で、なじみがバイトしているメイド喫茶が当時コミックとらのあな秋葉原本店（現在の「秋葉原店B」）2階にあった「ウィズキャット」（Cafe with Cat）となっていた。ちなみに、原作ではとらのあな（に相当する同人誌書店）は「しりのあな」となっている。

### スタッフ
- 原作 - ヒロユキ（まんがタイムきらら連載／芳文社）[2]
- 監督 - 八谷賢一[2]
- 監督補佐 - くるおひろし[2]
- 構成・脚本 - 國井玲[2]
- キャラクターデザイン - きみしま幾智[2]
- 美術監督 - 山根左帆[2]
- 美術設定 - 谷内優穂
- 色彩設計 - 金丸ゆう子[2]
- 撮影監督 - 中村雄太[2]
- 編集 - 松村正宏[2]
- 音響監督 - 渡辺淳[2]
- 音楽 - 三留一純[2]、依田和夫[2]
- 音楽プロデューサー - 篠原一雄
- 音楽制作 - メディアファクトリー[2]
- プロデューサー - 吉沼忍、池田義宏、篠原猛、塚本浩司
- アニメーションプロデューサー - 野澤勝彦
- アニメーション制作 - REMIC[2]
- 製作 - ドージンワーク製作委員会 （メディアファクトリー、インターチャネル・ホロン、芳文社、コミックとらのあな）

### 主題歌
「い〜じゃん！友情」
MAKIによるオープニングテーマ。作詞はすやまちえこ、作曲・編曲は鈴木盛広。
「夢みる乙女」
水橋舞によるエンディングテーマ。作詞は有森聡美、作曲・編曲は迫茂樹。

### 各話リスト
| 話数 | サブタイトル                   | 絵コンテ     | 演出       | 作画監督                                         |
| ---- | ------------------------------ | ------------ | ---------- | ------------------------------------------------ |
| 1    | はじめての×××                  | 八谷賢一     | 岡村正弘   | 齋藤雅和                                         |
| 2    | はだかのお嬢様                 | くるおひろし | 水野和則   | 大河原晴男                                       |
| 3    | 私…うれごろ?                   | 八谷賢一     | 岡村正弘   | 青野厚司                                         |
| 4    | おやめください、ご主人様       | くるおひろし | 岡村正弘   | 清丸悟                                           |
| 5    | ふたりでしましょ♥              | 土屋日       | 四辻たかお | 山本径子                                         |
| 6    | 先に浴びちゃうね♥              | 土屋日       | 四辻たかお | 田中正弥                                         |
| 7    | 素晴らしき哉、BaLaの香り       | 水野和則     | 水野和則   | 古瀬真弓 齋藤雅和                                |
| 8    | 全部見えちゃってる!            | しぎのあきら | 馬引圭     | 江上夏樹                                         |
| 9    | ポロリもあるよ!同人大会        | 山口頼房     | 山口頼房   | 森悦史 新号靖 大和田直之                         |
| 10   | こんなになっちゃった           | 土屋日       | 浅利藤彰   | 山本径子 半田大貴                                |
| 11   | なじみ とんじゃう              | 岩間貴       | 石川敏浩   | 高橋成瀬                                         |
| 12   | まだまだやりたい、もっとしたい | 八谷賢一     | 山口頼房   | 江上夏樹 齋藤雅和 新号靖 きみしま幾智 大和田直之 |

### 放送局
| 放送地域 | 放送局     | 放送期間                | 放送日時           | 放送区分       | 備考             |
| -------- | ---------- | ----------------------- | ------------------ | -------------- | ---------------- |
| 千葉県   | チバテレビ | 2007年7月3日 - 9月18日  | 火曜 25:30 - 26:00 | 独立UHF局      |                  |
| 埼玉県   | テレ玉     | 2007年7月3日 - 9月18日  | 火曜 25:30 - 26:00 | 独立UHF局      |                  |
| 愛知県   | テレビ愛知 | 2007年7月3日 - 9月18日  | 火曜 28:28 - 28:58 | テレビ東京系列 |                  |
| 神奈川県 | tvk        | 2007年7月4日 - 9月19日  | 水曜 25:15 - 25:45 | 独立UHF局      |                  |
| 兵庫県   | サンテレビ | 2007年7月5日 - 9月20日  | 木曜 26:05 - 26:35 | 独立UHF局      |                  |
| 日本全域 | AT-X       | 2007年7月19日 - 10月4日 | 木曜 13:00 - 13:30 | CS放送         | リピート放送あり |

### 実写パート
「ももこときみこのドージンワクワク♥」と題し、露理役の斎藤桃子とソーラ役のこやまきみこの2人が、実際に同人誌を制作、最終的に即売会で販売するという企画を放送した。原作者の出身校である東京アニメーター学院の講師の指導などを受けながら、2人の同人誌は無事に完成。2007年9月にとらのあな秋葉原店にてで行われた即売会で販売し完売。第9回は原作者であるヒロユキが顔出し出演した。
ブルマくん
声 - 落合祐里香
2人のサポート役。
斎藤桃子やこやまきみこに見えるブルマくんは番組スタッフのため、斎藤桃子はブルマくんをおっさんと呼んでいた。
挿入歌「未来のために」
作詞 - 有森聡美 / 作曲・編曲 - 三留一純 / 歌 - 斎藤桃子

### 関連アニラジ
モーソーワーク
2007年6月15日よりインターネットラジオがアニスタ.TVとメディファクラジオにて配信されていた。パーソナリティはなじみ役の浅野真澄と露理役の斎藤桃子。